# Minchinellidae
Minchinellidae é uma família de esponjas marinhas da ordem Lithonida.

## Gêneros
- Minchinella Kirkpatrick, 1908
- Monoplectroninia Pouliquen e Vacelet, 1970
- Petrostroma Döderlein, 1892
- Plectroninia Hinde, 1900
- Tulearinia Vacelet, 1977